# Prêmio Multishow de Música Brasileira para MPB do Ano
Prêmio Multishow de Música Brasileira para MPB do Ano é um prêmio dado anualmente no Prêmio Multishow de Música Brasileira, uma cerimônia que foi estabelecida em 1994 e originalmente chamada de Prêmio TVZ. A Categoria MPB do Ano foi criada em 2023 como parte de uma reformulação nas normas da Academia do Prêmio Multishow. Anteriormente, o prêmio de Música do Ano englobava diversos ritmos musicais em uma única categoria. No entanto, a partir de 2023, essa categoria foi ramificada, dando origem a 11 novas categorias, cada uma dedicada a um estilo musical específico, incluindo o MPB.
Essa mudança visou reconhecer a diversidade de gêneros presentes na música brasileira e dar maior espaço a estilos populares, que tem uma presença significativa no cenário musical do país. A Categoria MPB do Ano destaca as músicas de maior impacto dentro do gênero, premiando artistas que contribuem para a evolução e popularidade do gênero no Brasil.

## Vencedores e indicados
| Ano  | Vencedor(a)                              | Indicados | Ref.  |
| ---- | ---------------------------------------- | --- | ----- |
| 2023 | "No Tempo da Intolerância" – Elza Soares | - "Bateu" – Gilsons, Rachel Reis e Mulu - "Céu Rosé" – Gilsons e Lagum - "Chico" – Luísa Sonza - "Grão de Areia" – Rubel e Xande de Pilares - "Vem Doce" – Vanessa da Mata | [ 8 ] |
| 2024 | "Caju" – Liniker                         | - "Cacau" – Melly - "Feito a Maré" – Jota.pê e Gilsons - "Ouro Marrom" – Jota.pê - "Tudo" – Liniker - "Veludo Marrom" – Liniker                                            | [ 9 ] |